# 弗罗伊登堡
弗罗伊登堡是德国莱茵兰-普法尔茨州的一个市镇。总面积11.04平方公里，总人口1648人，其中男性804人，女性844人（2011年12月31日），人口密度149人/平方公里。